# Huta Piekarska
Huta Piekarska – część wsi Lindów w Polsce, w województwie mazowieckim, w powiecie żyrardowskim, w gminie Mszczonów.
Wchodzi w skład sołectwa Lindów.
W latach 1975–1998 miejscowość należała administracyjnie do województwa skierniewickiego.